# Кирка (Дамбовица)
Кирка (рум. Chirca) насеље је у Румунији у округу Дамбовица у општини Могошани. Oпштина се налази на надморској висини од 174 m.

## Становништво
Према подацима из 2002. године у насељу је живело 188 становника, од којих су сви румунске националности.